# Flößerei- und Verkehrsmuseum Gengenbach
Das Flößerei- und Verkehrsmuseum Gengenbach ist ein Museum in Gengenbach.

## Hintergrund
Das Gengenbacher Flößerei- und Verkehrsmuseum befindet sich im ehemaligen Bahnwärterhaus am Schnittpunkt der drei Verkehrswege Kinzig, Schwarzwaldbahn und Straße. Es entstand durch eine Initiative der Flößergilde Schwaibach, die das denkmalgeschützte Bahnwärterhaus an der Schwarzwaldbahn Mitte der 1980er Jahre vor einem Abriss rettete. Der Verein erwarb das Gebäude und renovierte es in aufwändiger Eigenarbeit.
Aus dem Standort nahe der Flößerkapelle und dem Straßenübergang über die Kinzig mit einer vermutlich 2000-jährigen Geschichte ergeben sich die im Museum dargestellten Themenbereiche.

## Aufteilung
Im Erdgeschoss steht die Flößerei im Mittelpunkt. Neben einem Floßmodell, das eine zeitgenössische Flößerszene zeigt, werden auch Handwerkszeuge und Gebrauchsgegenstände ausgestellt, die die rechtlichen und wirtschaftlichen Aspekte der Flößerei beleuchten. Zudem geben Fotos Einblicke in die Flößerei in anderen Regionen Deutschlands und Europas. Eine Dokumentation zeigt die Arbeit im Sinne der Landesgeschichte sowie der Heimat- und Brauchtumspflege.
Das Obergeschoss widmet sich der Kinzig und dem Waldgewerbe. Hier werden sowohl historische als auch aktuelle Themen behandelt, darunter die Biologie und Ökologie des Waldes. Im Medienraum können Besucher eine Sammlung von Dokumentarfilmen zur Flößerei, zum Waldgewerbe und zur Holzverarbeitung ansehen.
Der Dachboden ist dem Thema Eisenbahn gewidmet. Aktuell wird dort die Sonderausstellung Faszination Schwarzwaldbahn präsentiert, die unter anderem ein funktionierendes Modell umfasst.

## Geschichte des Museums & Unterstützung
Im Jahr 1980 plante die Stadt Gengenbach die Feierlichkeiten zum 750-jährigen Bestehen. Der damalige Ortsvorsteher von Schwaibach, Konrad Schilli, entschied, die Flößerei als Teil dieser Feier einzubinden, da sie seit jeher eng mit der Geschichte der Stadt und der Region verbunden war. Die Schwaibacher Flößergilde bot dabei Einblicke in die Tradition der Flößerei. Im Laufe der Zeit wurde der Fokus erweitert, sodass neben der Flößereitechnik auch das Leben und der Alltag der Flößer und ihrer Familien beleuchtet wurden, beispielsweise der Alltag der Flößerfrauen. Diese Erkenntnisse präsentierte die Gilde regelmäßig bei Flößerfesten.
1987 erwarb die Gilde das Bahnwärterhaus von der Stadt Gengenbach. Nach einer umfassenden Sanierung, die in enger Abstimmung mit der Stadt und dem Landesdenkmalamt durchgeführt wurde, öffnete das Museum am 1. Juni 1991 erstmals seine Pforten. Das Museum wird von der Stiftung Flößerei- und Verkehrsmuseum getragen, die ins Leben gerufen wurde, um die bisherigen Leistungen dauerhaft zu sichern und weiterzuentwickeln. Die Stiftung übernimmt vollständig die Unterhaltung und den Betrieb des Museums, ohne dabei auf öffentliche Zuschüsse zurückzugreifen. Diese private Initiative entlastet die Stadt und ergänzt ihre öffentlichen Aufgaben in den Bereichen Bildung, Brauchtumspflege, Kultur und Fremdenverkehr auf sinnvolle Weise.

## Veranstaltung
Bei der Veranstaltung Kaltes Herz wird die Entwicklung der Flößerei im Schwarzwald anhand der Museumsexponate von Luise Herrmann-Jehle erläutert. Ergänzt wird dies durch Wilhelm Hauffs Märchen Das kalte Herz, das vom Leben, den Sitten und Gebräuchen im Schwarzwald erzählt und den Flößer Holländer Michel als Symbol für Reichtum und Macht darstellt.